# فيرجيل تومسون
فيرجيل تومسون (بالإنجليزية: Virgil Thomson)‏ هو مؤلف موسيقى تصويرية وملحن وصحفي أمريكي، ولد في 25 نوفمبر 1896 في كانساس سيتي في الولايات المتحدة، وتوفي في 30 سبتمبر 1989 في نيويورك في الولايات المتحدة بسبب مرض.

## وصلات خارجية
- فيرجيل تومسون على موقع IMDb (الإنجليزية)
- فيرجيل تومسون على موقع الموسوعة البريطانية (الإنجليزية)
- فيرجيل تومسون على موقع ميوزك برينز (الإنجليزية)
- فيرجيل تومسون على موقع قاعدة بيانات برودواي على الإنترنت (الإنجليزية)
- فيرجيل تومسون على موقع إن إن دي بي (الإنجليزية)
- فيرجيل تومسون على موقع أول ميوزيك (الإنجليزية)
- فيرجيل تومسون على موقع ديسكوغز (الإنجليزية)
- فيرجيل تومسون على موقع قاعدة بيانات الفيلم (الإنجليزية)